# Leptochiton badius
Leptochiton badius är en blötdjursart som först beskrevs av Hedley och Hull 1909.  Leptochiton badius ingår i släktet Leptochiton och familjen Leptochitonidae. Inga underarter finns listade i Catalogue of Life.